# Função triangular

Exemplo de função triangular

A função triangular (também conhecida como função triângulo, ou função tenda) é a função cujo gráfico toma a forma de um triângulo. Muitas vezes configura-se como um triângulo isósceles, com altura 1 e base 2, sendo, nesse caso, configurado como uma função triangular. Essas funções são úteis no processamento de sinais e na engenharia de sistemas de comunicação, utilizadas como representações de sinais idealizados. Especificamente a função triangular, como uma função kernel transformada da integral de onde sinais mais realistas podem ser derivados, por exemplo estimativa de densidade kernel. Tem também aplicações na modulação de código de pulso como uma forma de pulso para transmitir sinais digitais e como filtro combinado para receber os sinais. É utilizada também para definir a janela triangular, por vezes chamada de janela Bartlett.

## Definições
A definição mais comum é como uma função por partes:
{\displaystyle {\begin{aligned}\operatorname {tri} (x)=\Lambda (x)\ &{\overset {\underset {\mathrm {def} }{}}{=}}\ \max(1-|x|,0)\\&={\begin{cases}1-|x|\qquad &|x|<1\\0\qquad &\mathrm {diferente} \\\end{cases}}\end{aligned}}}
Equivalente, pode ser definido como a convolução de duas funções retangulares unitárias idênticas:
{\displaystyle {\begin{aligned}\operatorname {tri} (x)&=\operatorname {rect} (x)*\operatorname {rect} (x)\\&=\int _{-\infty }^{\infty }\operatorname {rect} (x-\tau )\cdot \operatorname {rect} (\tau )\ d\tau \\\end{aligned}}}
A função triangular também pode ser representada como o produto das funções retangulares e de valor absoluto:
{\displaystyle \operatorname {tri} (x)=\operatorname {rect} (x/2)\left(1-|x|\right)}

Função triangular

Observa-se, no entanto, que alguns autores definem a função triangular para ter a base de 1 ao invés de 2:
{\displaystyle {\begin{aligned}\operatorname {tri} (2x)=\Lambda (2x)\ &{\overset {\underset {\mathrm {def} }{}}{=}}\ \max(1-2|x|,0)\\&={\begin{cases}1-2|x|\qquad &|x|<{\tfrac {1}{2}}\\0\qquad &\mathrm {diferente} \\\end{cases}}\end{aligned}}}
Na forma mais geral, a função triangular é qualquer B-Spline linear:
{\displaystyle \operatorname {tri} _{j}(x)={\begin{cases}(x-x_{j-1})/(x_{j}-x_{j-1})&x_{j-1}\leq x<x_{j}\\(x_{j+1}-x)/(x_{j+1}-x_{j})&x_{j}\leq x<x_{j+1}\\0&\mathrm {diferente} \end{cases}}}
Considerando que a definição acima é um caso especial
{\displaystyle \Lambda (x)=\operatorname {tri} _{j}(x)}
onde {\displaystyle x_{j-1}=-1}, {\displaystyle x_{j}=0}e {\displaystyle x_{j+1}=1}.
A B-spline linear é o mesmo que uma função linear contínua, {\displaystyle f(x)}, e essa função triangular geral é útil para formalizar a definição como:
{\displaystyle f(x)=\sum _{j}\ y_{j}\cdot \operatorname {tri} _{j}(x)}
onde {\displaystyle x_{j}<x_{j+1}} para todo {\displaystyle j}.
A função linear por partes passa por todos os pontos, expressos como coordenadas com pares ordenados {\displaystyle (x_{j},y_{j})}, isso é:
{\displaystyle f(x_{j})=y_{j}} .

## Dimensionamento
Para qualquer parâmetro {\displaystyle a\neq 0}:
{\displaystyle {\begin{aligned}\operatorname {tri} ({\tfrac {t}{a}})&=\int _{-\infty }^{\infty }{\tfrac {1}{|a|}}\mathrm {rect} ({\tfrac {\tau }{a}})\cdot \mathrm {rect} ({\tfrac {t-\tau }{a}})\ d\tau \\&={\begin{cases}1-|t/a|&|t|<|a|\\0&{\mbox{diferente}}\end{cases}}\end{aligned}}}

## Transformada de Fourier
A transformada é facilmente determinada usando a propriedade da convolução das Transformadas de Fourier e a transformada de Fourier da função retangular:
{\displaystyle {\begin{aligned}{\mathcal {F}}\{\operatorname {tri} (t)\}&={\mathcal {F}}\{\operatorname {rect} (t)*\operatorname {rect} (t)\}\\&={\mathcal {F}}\{\operatorname {rect} (t)\}\cdot {\mathcal {F}}\{\operatorname {rect} (t)\}\\&={\mathcal {F}}\{\operatorname {rect} (t)\}^{2}\\&=\mathrm {sinc} ^{2}(f)\end{aligned}}}
onde {\displaystyle \operatorname {sinc} (x)=\sin(\pi x)/(\pi x)} é a função normalizada.